# 緊急爐心冷卻系統
緊急爐心冷卻系統（英語：Emergency Core Cooling System，ECCS）是核子反應爐的必要設備。旨在反應爐的冷卻系統出現問題（像是發生冷卻劑流失事故時）之際即時注入大量冷卻劑至爐心，防止爐心熔毀及避免放射性物質外釋。
西屋的壓水反應爐的緊急爐心冷卻系統包含低壓注水系統（即只能在低壓環境注水至爐心的系統）、高壓注水系統（可以在高壓環境下注水至爐心的系統）及蓄壓槽（在爐心的壓力降低時，蓄壓槽裡的硼酸水會自動注入爐心）。